# Джансон, Джонатан
Джонатан Джансон (англ. Jonathan Janson, 5 октября 1930, Челси, Лондон, Великобритания — 29 ноября 2015) — британский яхтсмен, бронзовый призёр летних Олимпийских игр в Мельбурне (1956).

## Биография
На летних Олимпийских играх в Мельбурне (1956) стал бронзовым призером в соревнованиях по парусному спорту в классе «Дракон». На летних Играх в Риме (1960) занял седьмое место. Выступал на яхтах HM The Queen и HRH The Duke of Edinburgh.
По завершении карьеры работал в составе международного жюри на четырех олимпийских регатах. С 1970 по 1990 гг. являлся вице-президентом Международной федерации парусного спорта (ISAF).
В 1990 г. ему был вручен Серебряный Олимпийский орден за заслуги в развитии олимпийского движения. Также ему была вручена премия за жизненный вклад в развитие парусного спорта ISAF Beppe Croce Trophy (1994).
Выйдя на пенсию, проживал на острове Уайт.